# Gigantea
Gigantea ist eine Gattung der Landplanarien in der Neotropis.

## Merkmale
Arten der Gattung Gigantea haben einen großen, breiten und flachen Körper. Zum Kopulationsorgan gehört ein permanenter Penis, Ovellin-Kanäle treten in das weibliche Atrium genitale von der Rückenseite aus ein. Diese Gattungsdefinition ist in Bezug auf anatomische Merkmale, die bei der Definition anderer Landplanariengattungen genutzt werden, unvollständig. Vermutlich muss diese Gattung bei weiteren Revisionen in andere Gattungen unterteilt werden.

## Etymologie
Der Gattungsname bezieht sich auf das lateinische Wort gigantus (dt. Riese). Dieser Name ergibt sich aus der früheren systematischen Zuordnung zur Gattung Geoplana unter dem Namen Geoplana gigantea, der sich aus der Größe im Vergleich zu anderen Geoplana-Arten ergab.

## Arten
Der Gattung Gigantea werden 13 Arten zugeschrieben:
- Gigantea bistriata (Hyman, 1962)
- Gigantea cameliae (Furhmann, 1912)
- Gigantea chiriquii (Hyman, 1962)
- Gigantea gigantea (von Graff, 1899)
- Gigantea gouvernoni Jones & Sterrer, 2005
- Gigantea idaia (Du Bois-Reymond Marcus, 1951)
- Gigantea maupoi Carbayo, 2008
- Gigantea montana (Hyman, 1939)
- Gigantea picadoi (de Beauchamp, 1912)
- Gigantea sandersoni (Prudhoe, 1949)
- Gigantea unicolor (Hyman, 1955)
- Gigantea urubambensis Negrete, Brusa & Carbayo, 2010
- Gigantea vongunteni (Fuhrmann, 1912)